# Justino de Azcárate
Justino de Azcárate y Flórez (Madrid, 1903 - Caracas, 17 mai 1989) est un homme politique, avocat et diplomate espagnol, membre du Parti national républicain; ministre des Affaires étrangères au moment du soulèvement nationaliste des 17 et 18 juillet 1936.